# Prunella
Prunella este un gen de plante din familia Lamiaceae, ordinul Lamiales.

## Specii
Cuprinde circa 6 specii.